# Wierny ogrodnik (powieść)
Wierny Ogrodnik (ang. The Constant Gardener) – to powieść Johna le Carré, w której intrygi szpiegowskie zastępuje chciwość międzynarodowych korporacji farmaceutycznych oraz związane z nimi problemy „zapomnianego kontynentu”. 
W 2005 roku Fernando Meirelles nakręcił na jej podstawie film z Ralph Fiennesem w roli Justina Quayle, męża Tessy - Rachel Weisz. 

## Fabuła
W Kenii, niedaleko jeziora Turkana, zostaje zgwałcona, a następnie zamordowana
Tessa Quayle - działaczka organizacji charytatywnych, aktywistka ruchów praw obywatelskich, a zarazem żona brytyjskiego dyplomaty. Wszystkie podejrzenia skupiają się na zaginionym dr. Arnoldzie Bluhmie, który towarzyszył ofierze podczas podróży.
Tessa i Arnold protestowali przeciwko nieludzkim praktykom światowych firm farmaceutycznych, które dostarczały lokalnej ludności przeterminowane leki oraz wykorzystywały ją do testowania nowych produktów.
Informacje ujawnione przez funkcjonariuszy Scotland Yardu wykluczają Bluhma z kręgu podejrzanych, a jednocześnie wskazują na nowe motywy. Próby zatuszowania sprawy przez przełożonych Justina skłaniają go do zasięgnięcia informacji na temat ostatnich zainteresowań żony. Okazuje się, że skupiały się wokół Dypraxy - nowego leku przeciw gruźlicy (oparte na faktach: w 1996 roku firma Pfizer testowała nowy lek na zapalenia opon mózgowych - fluorochinolon trowafloksacynę pod nazwą Trovan w miejscowości Kano w Nigerii).